# Sauvagesia angustifolia
Sauvagesia angustifolia är en tvåhjärtbladig växtart som beskrevs av Ernst Heinrich Georg Ule. Sauvagesia angustifolia ingår i släktet Sauvagesia och familjen Ochnaceae. Inga underarter finns listade i Catalogue of Life.